# لشو دو فوند
شهر لشو دو فوند  در بخش لشو دو فوند در ایالت نوشتل در کشور سوئیس واقع شده‌است که ۳۶٬۹۰۰ نفر جمعیت دارد.

## نگارخانه

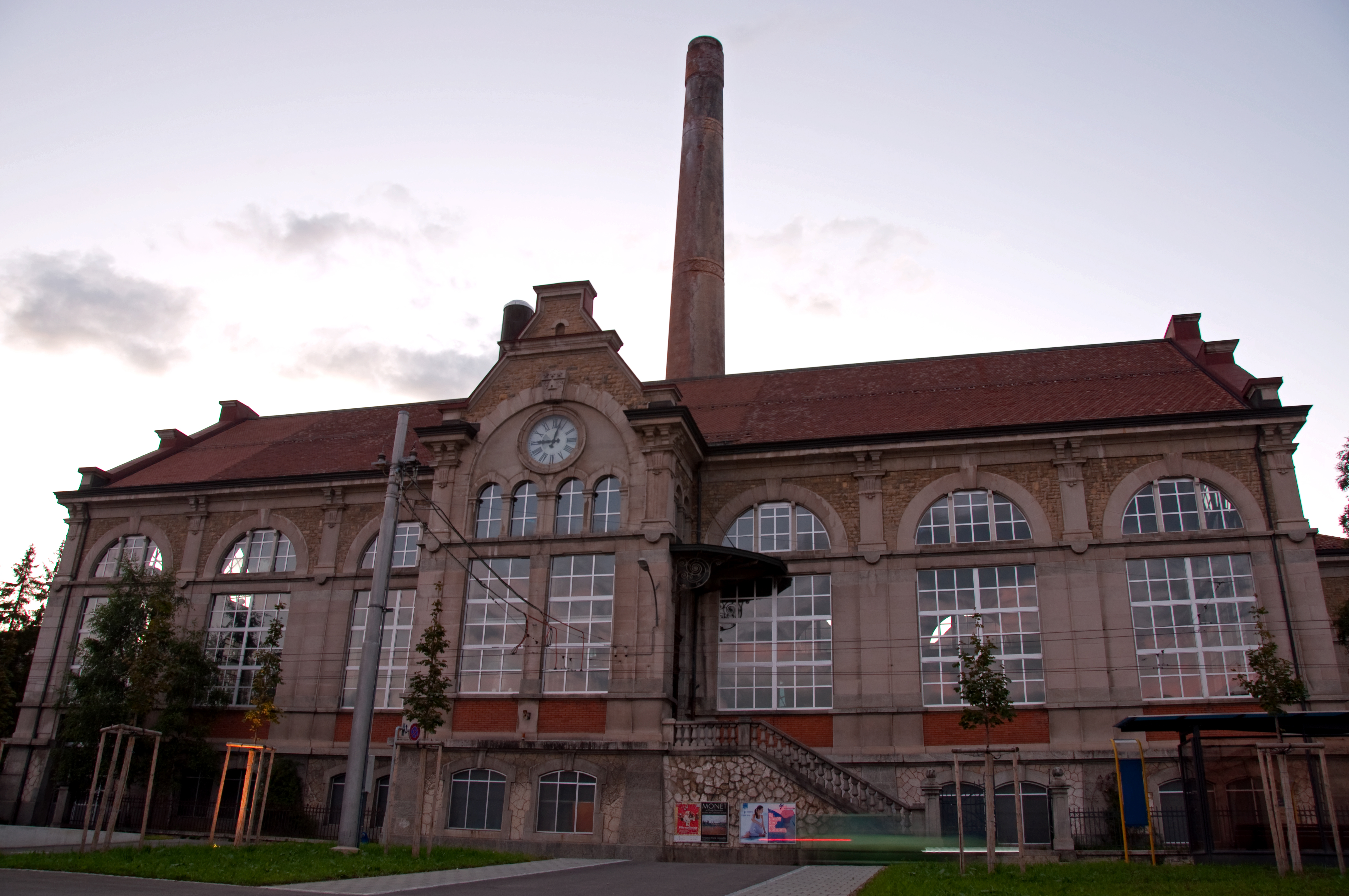
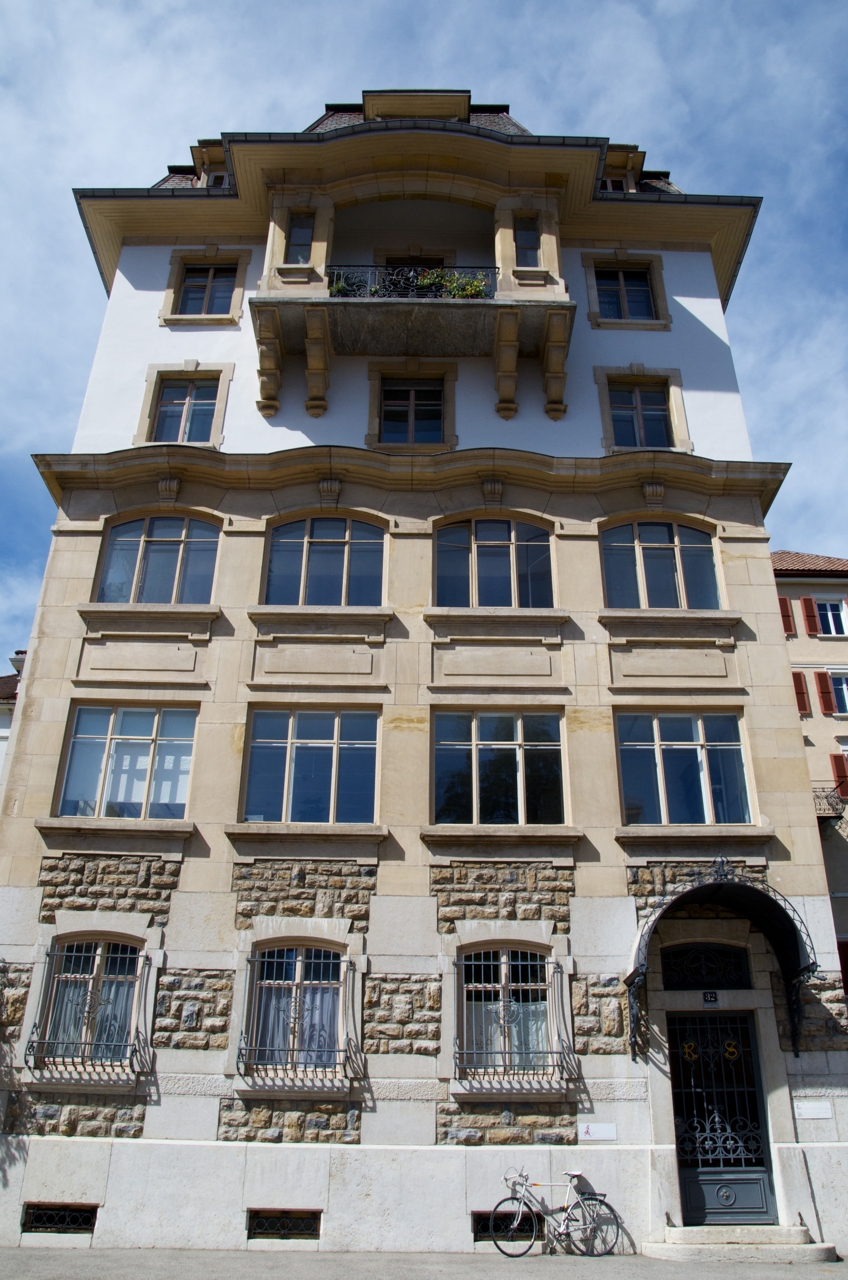
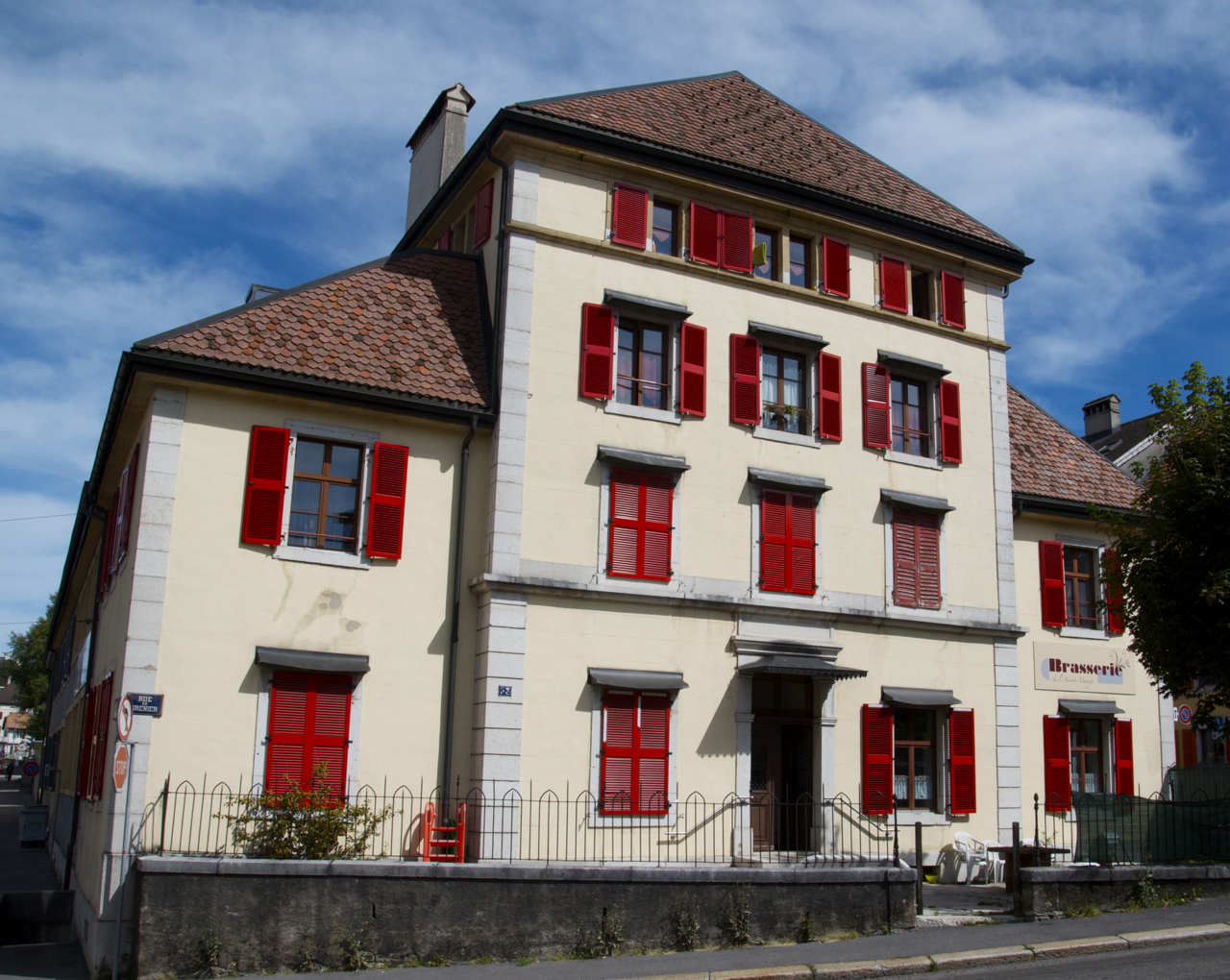
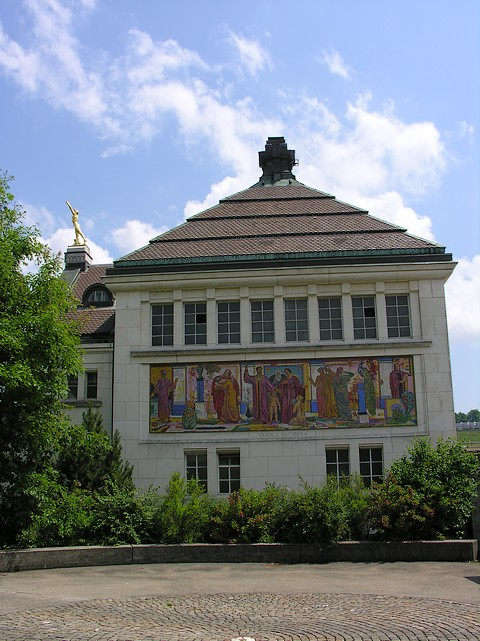
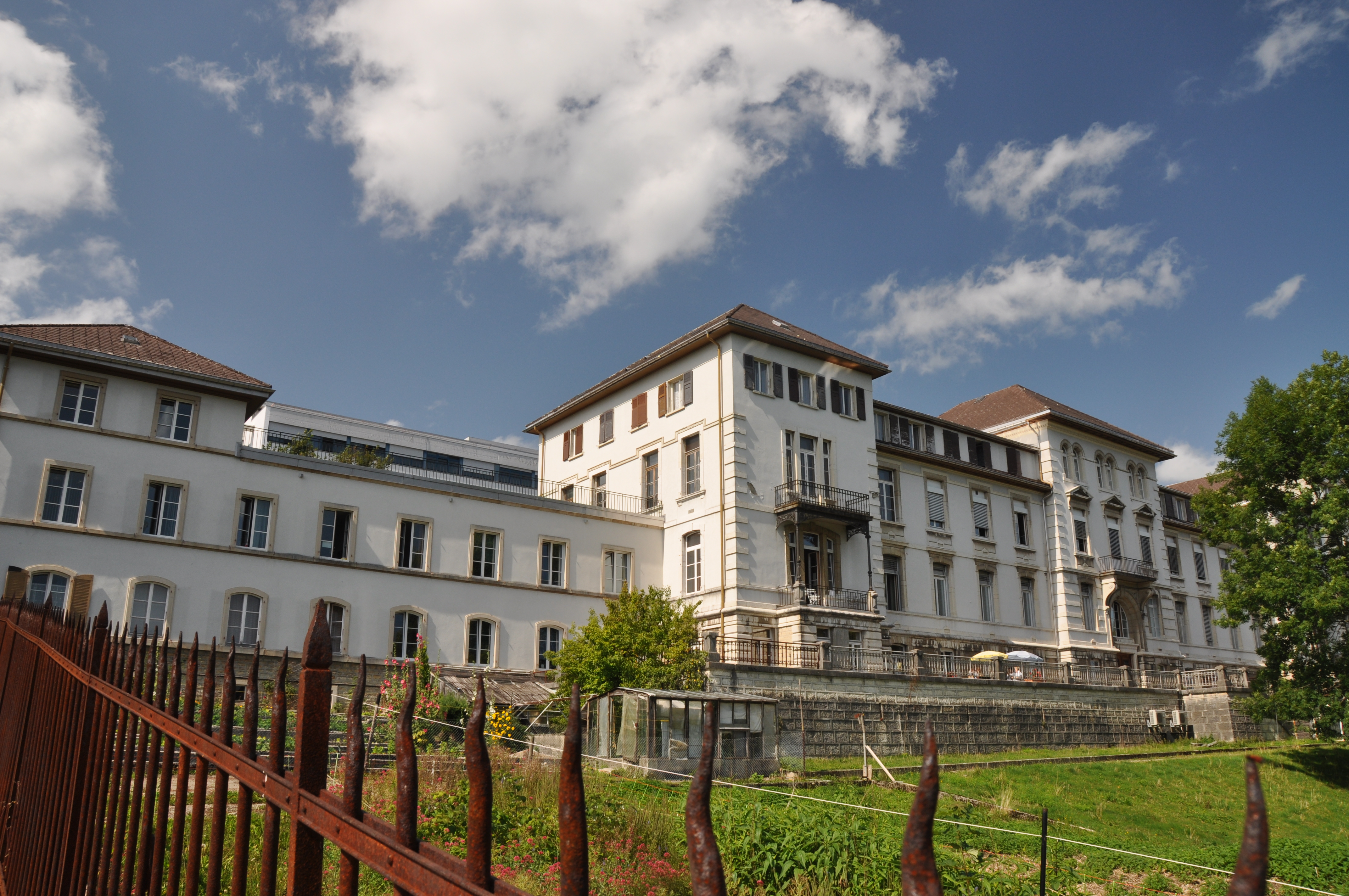
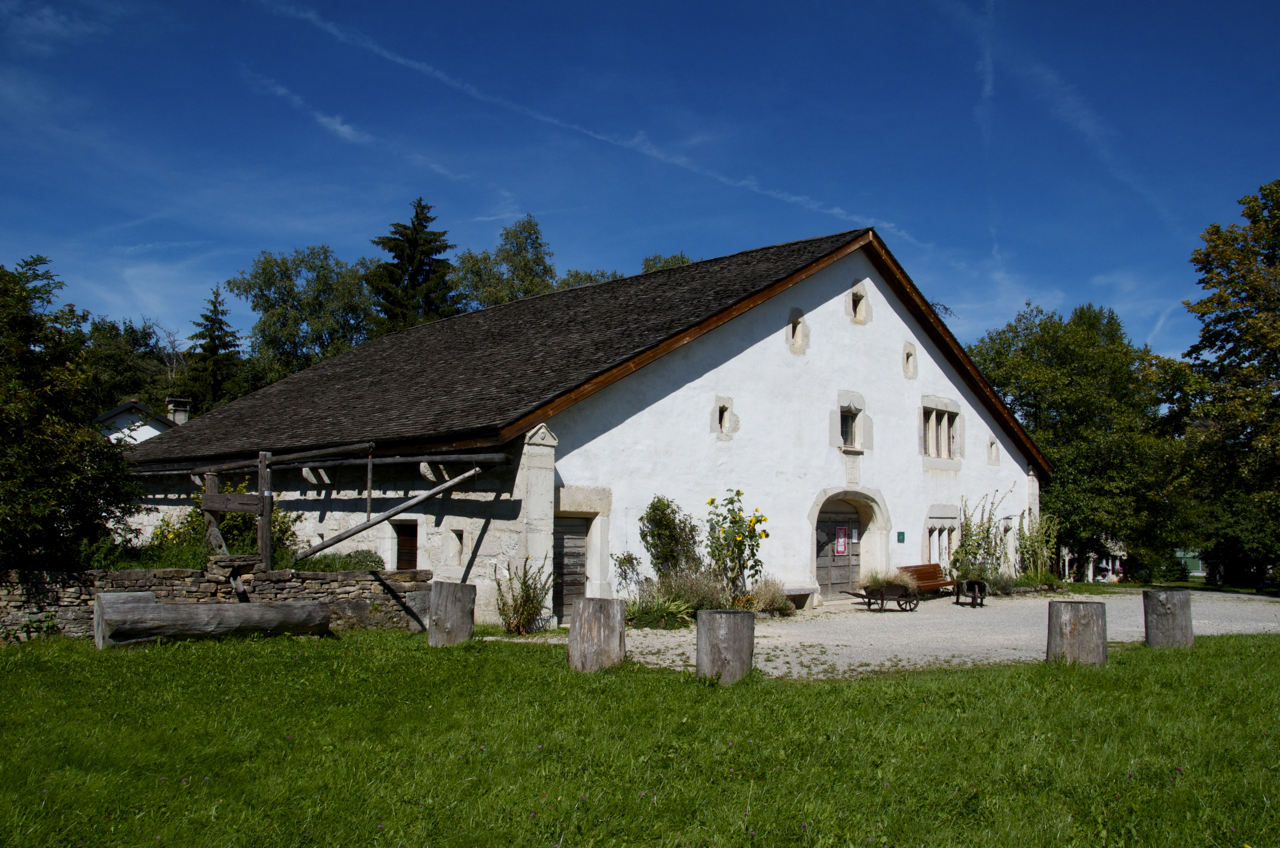
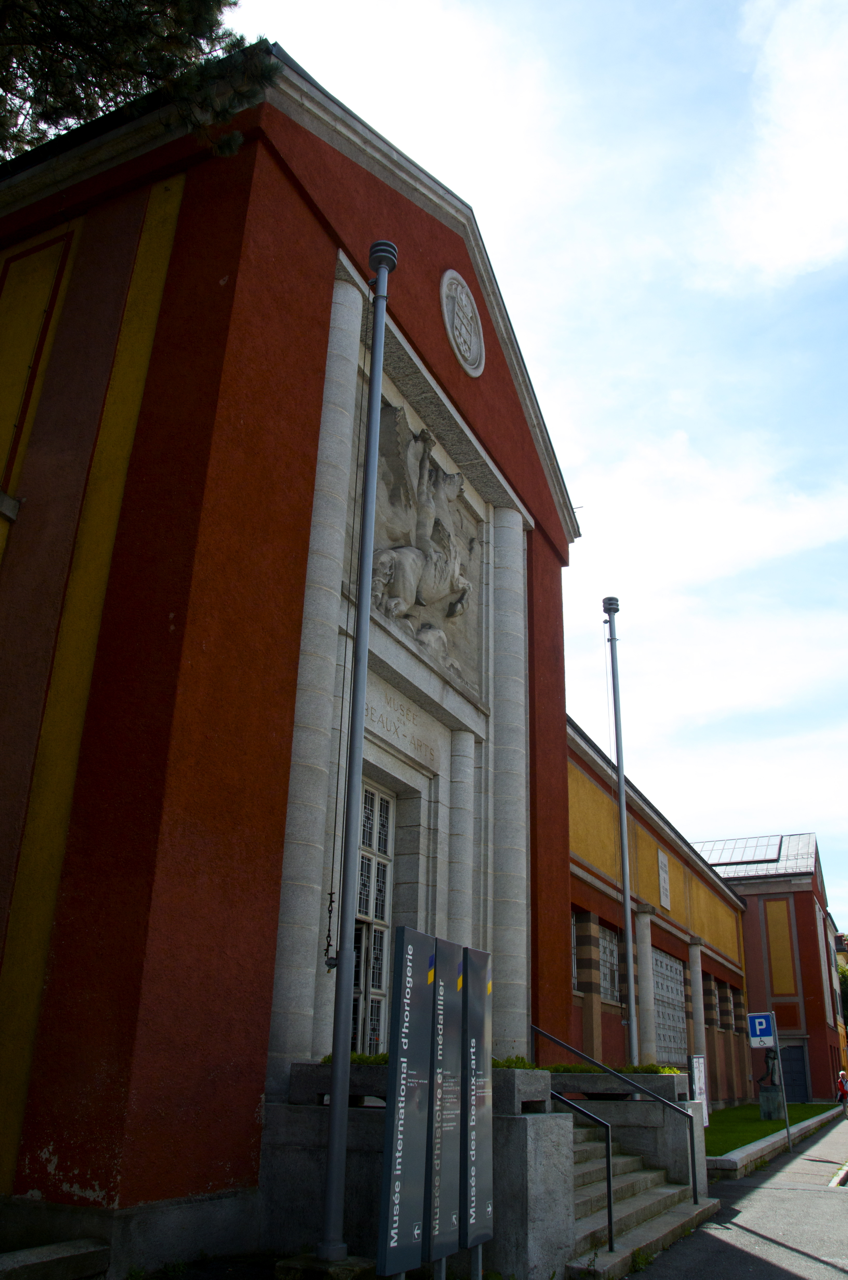
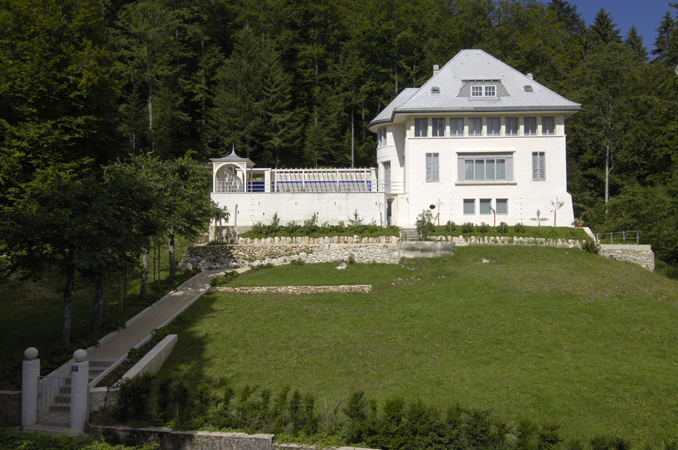
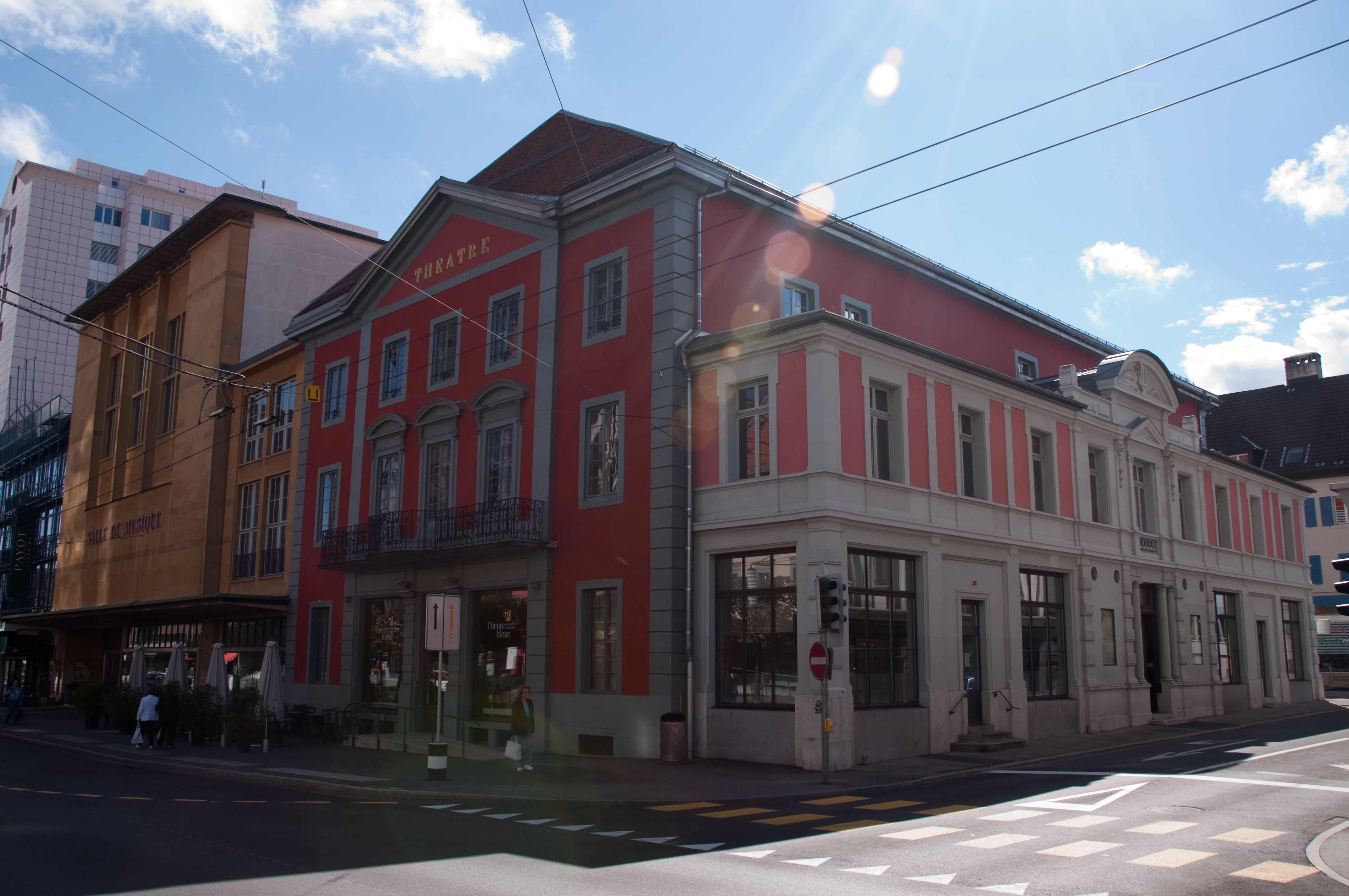
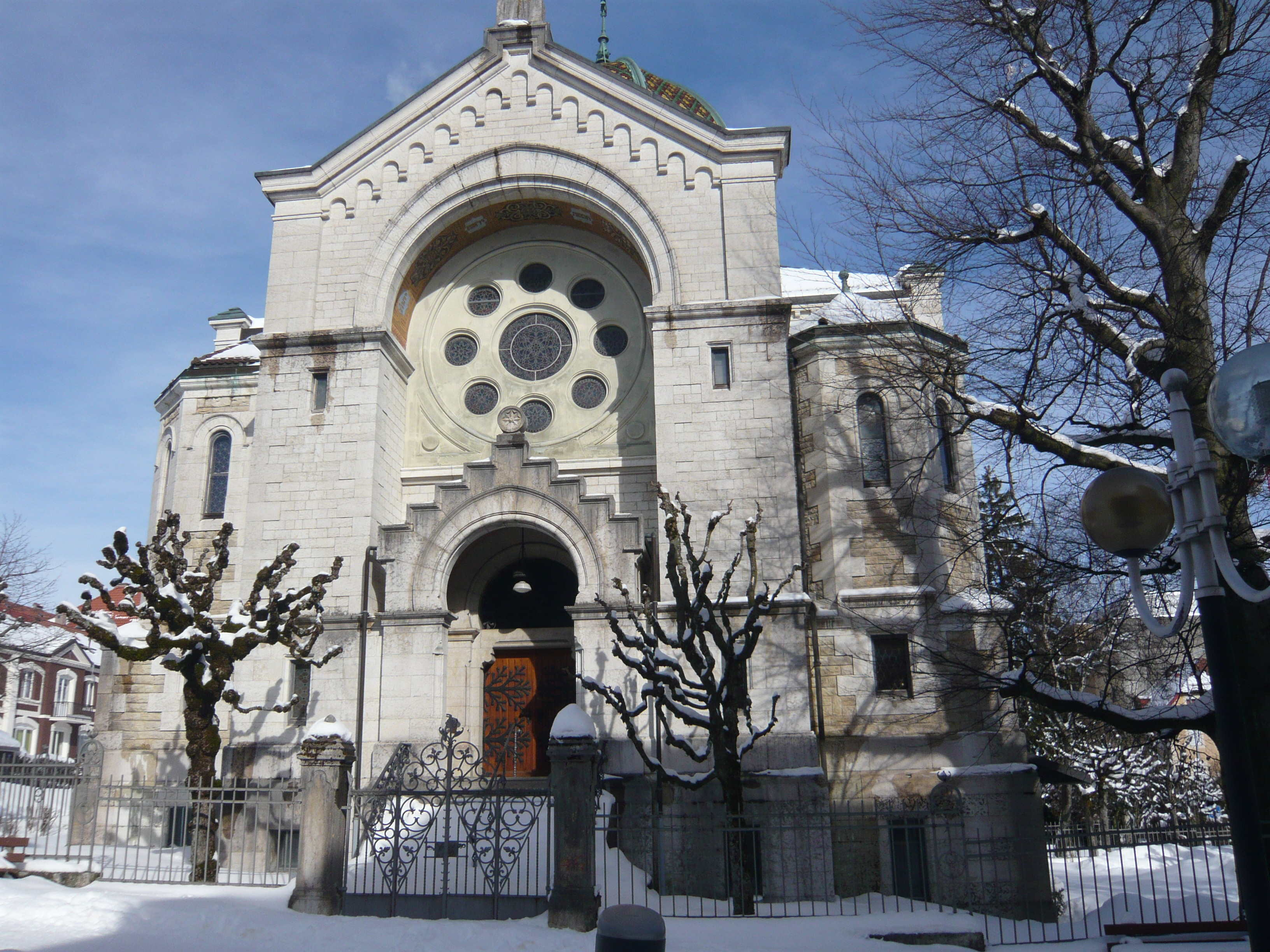
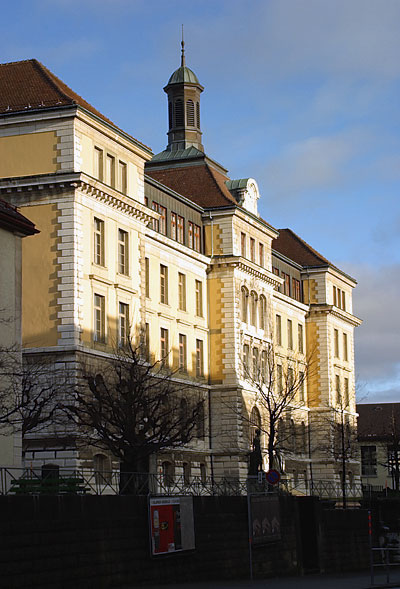
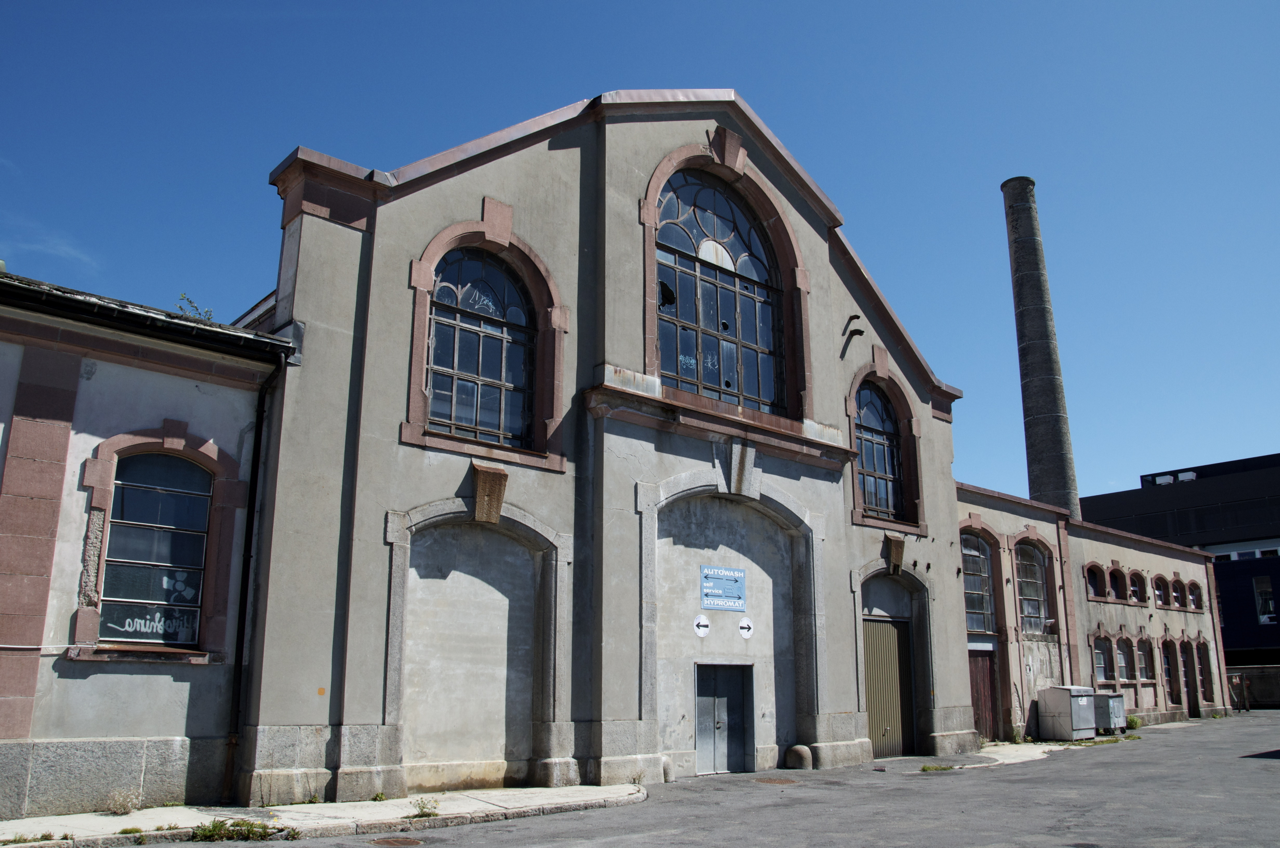
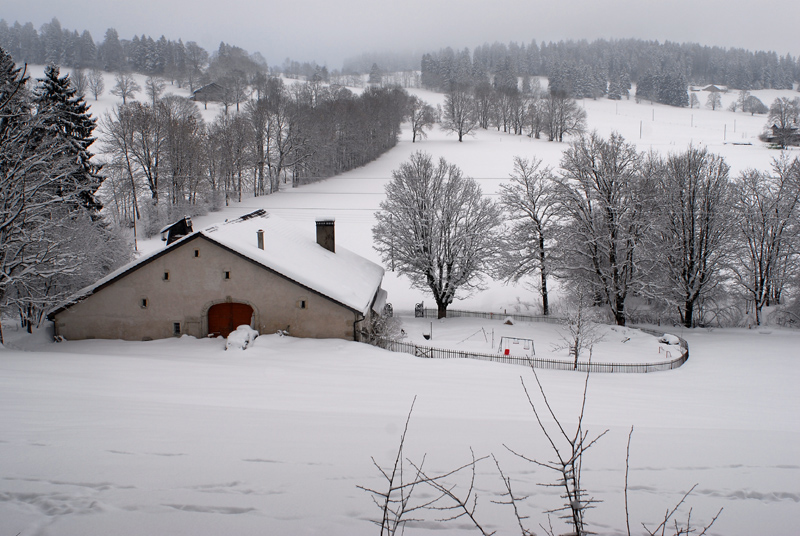
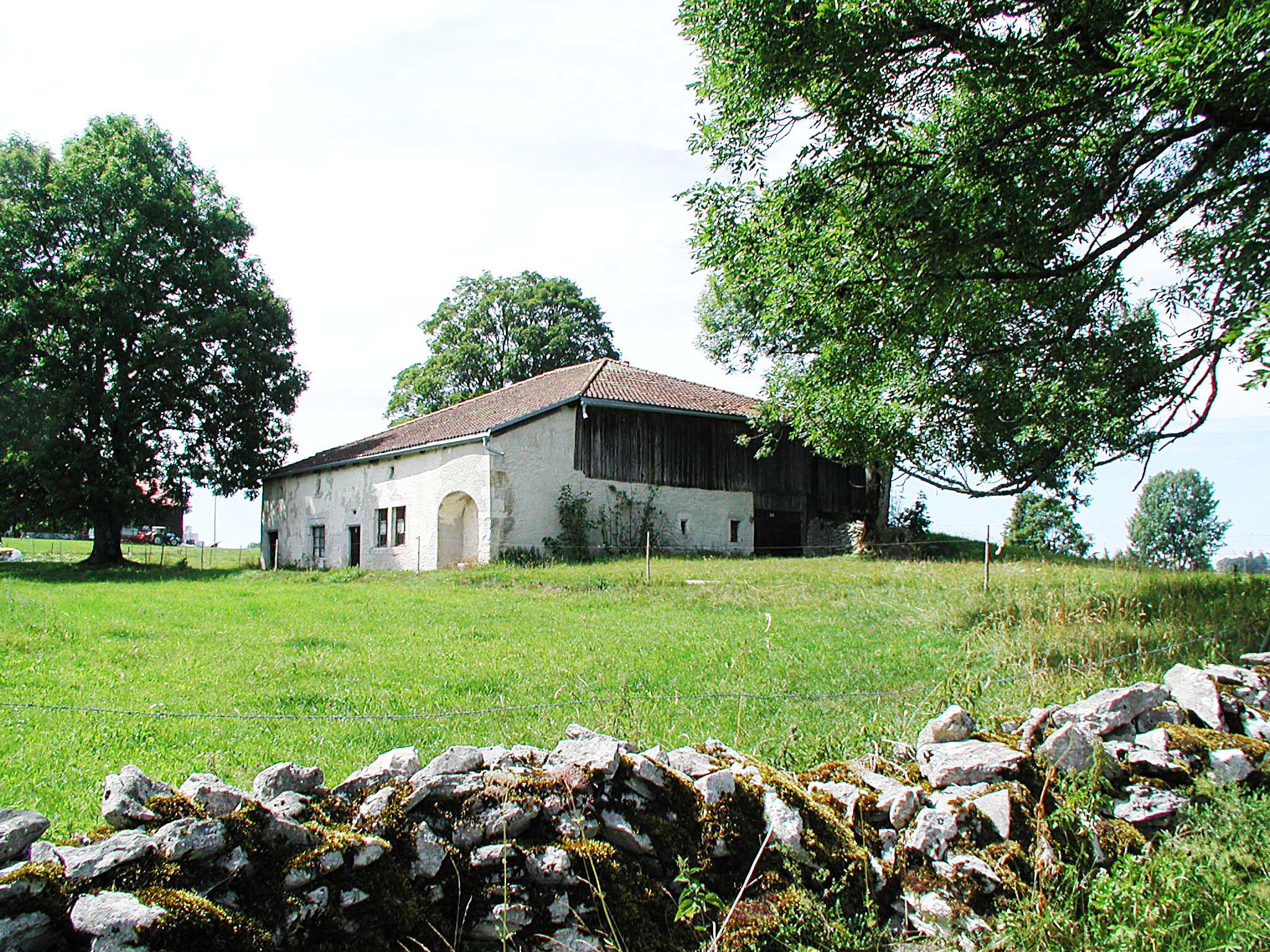
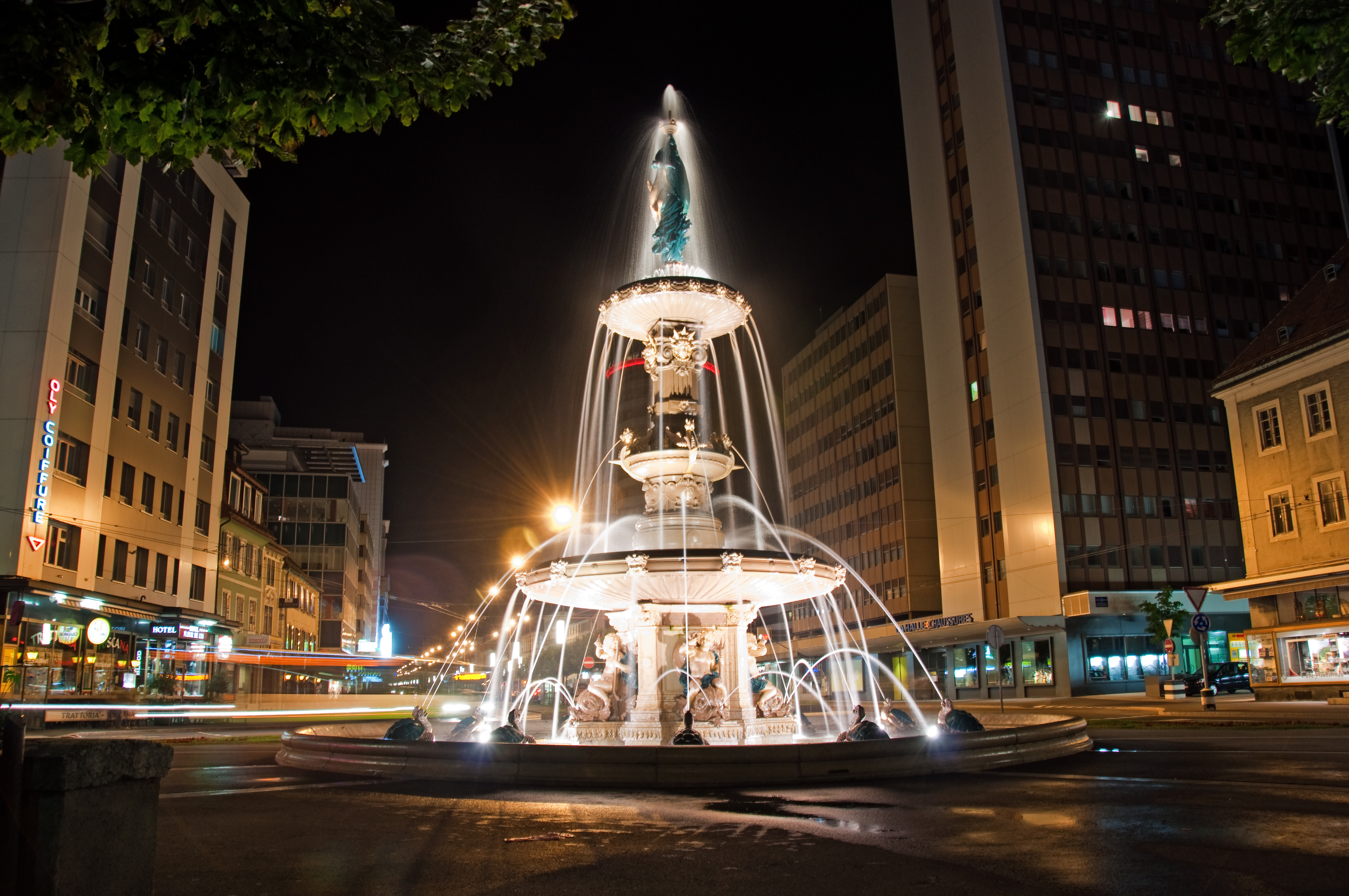
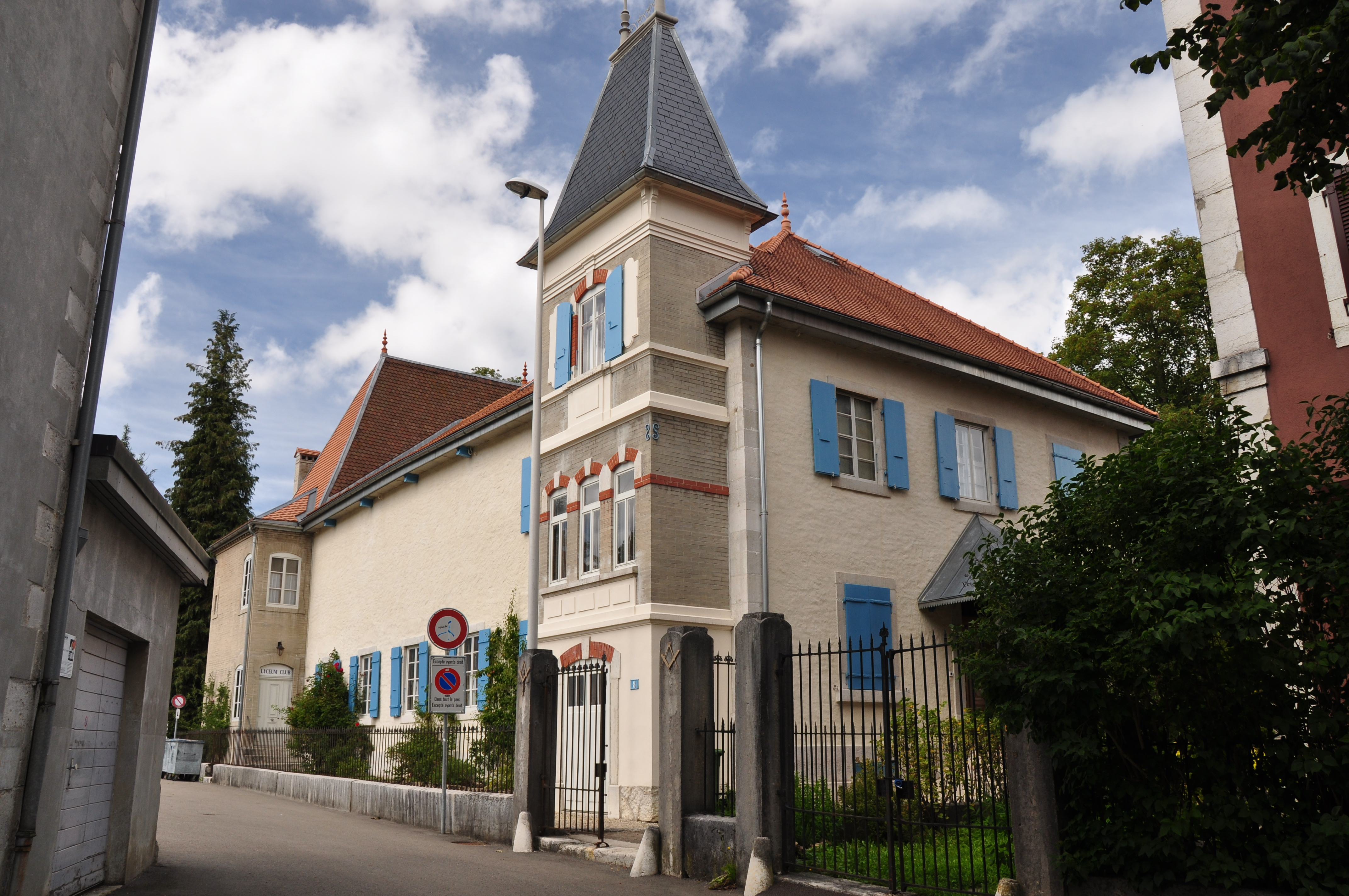
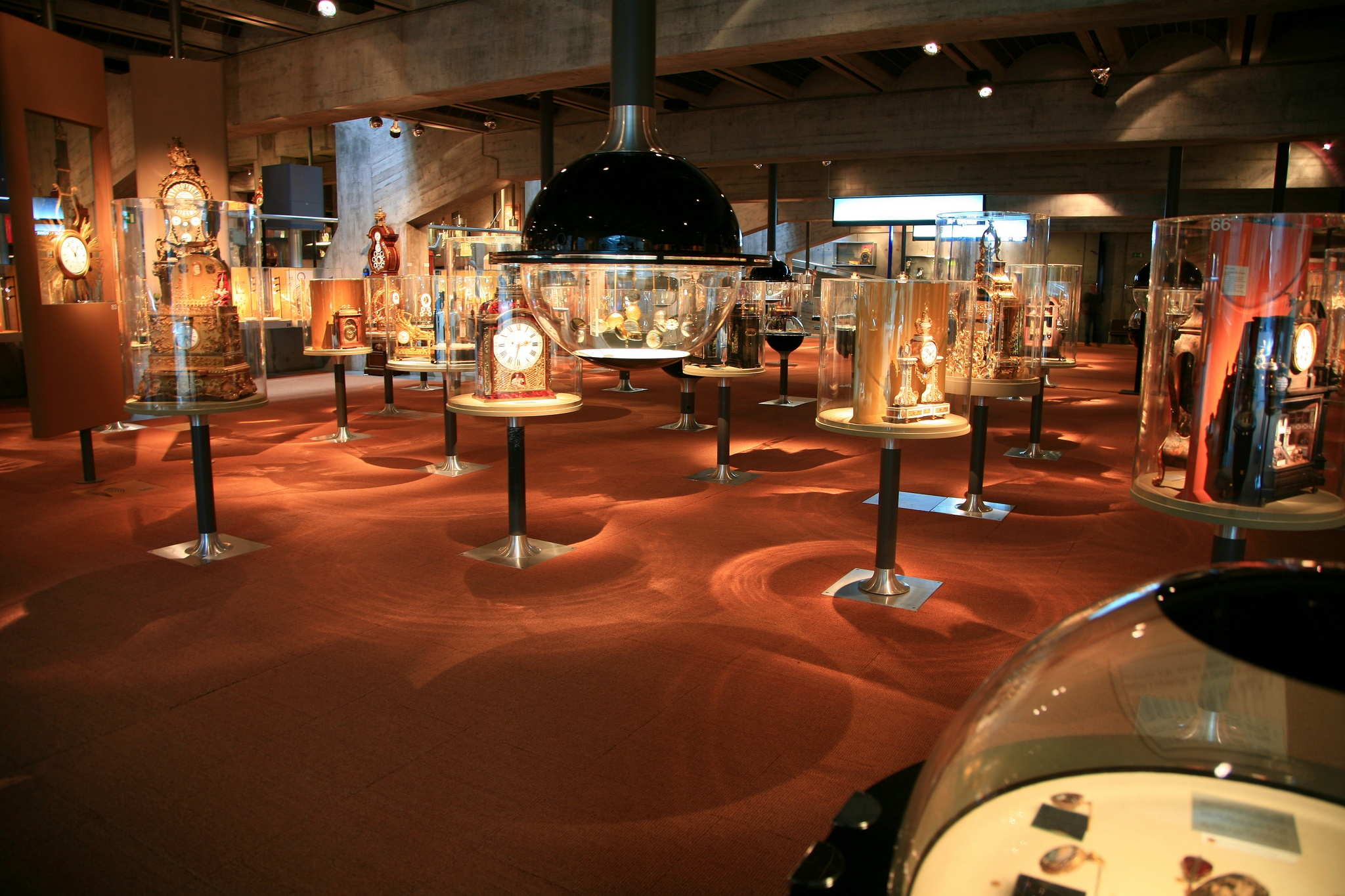
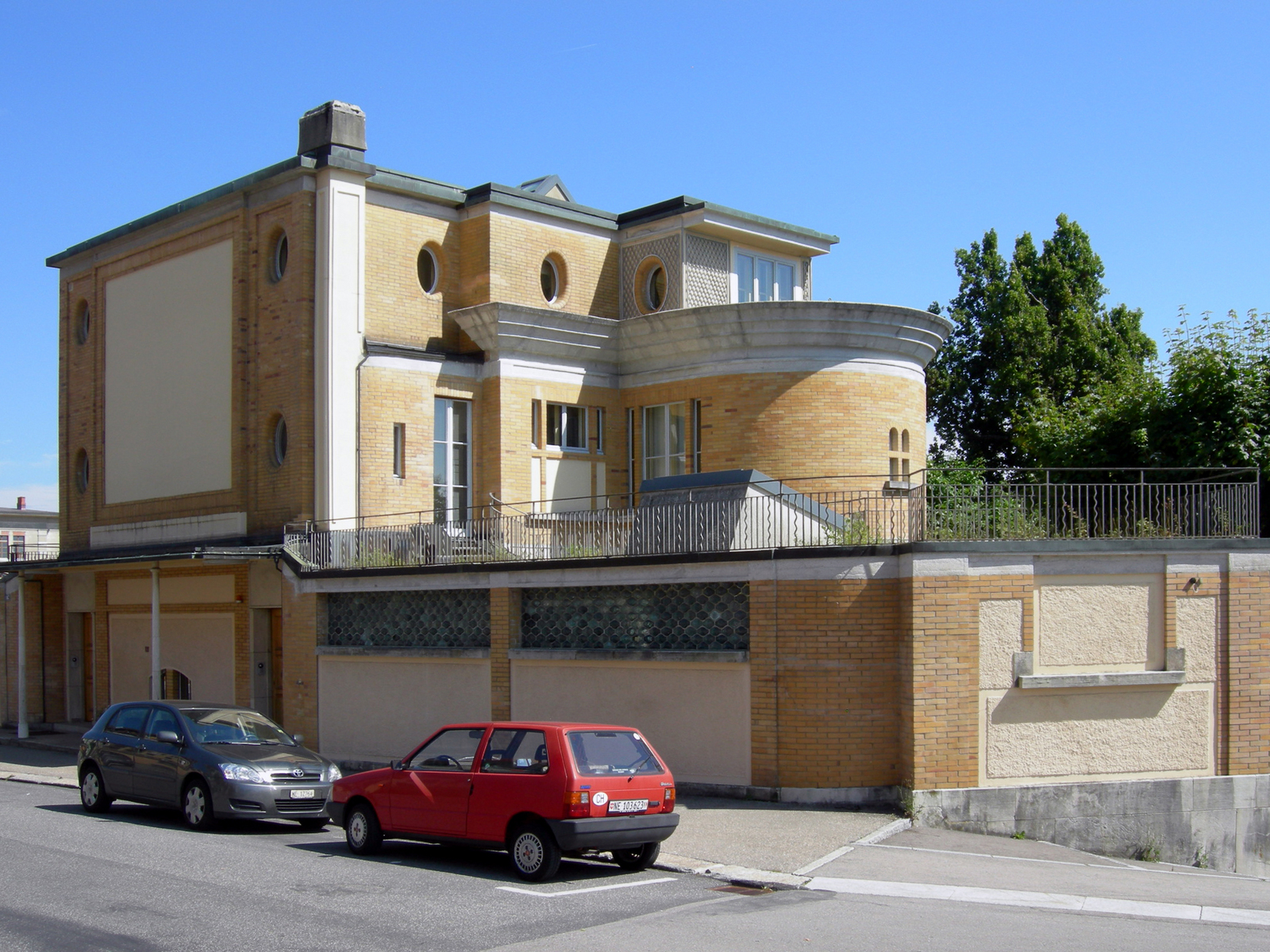
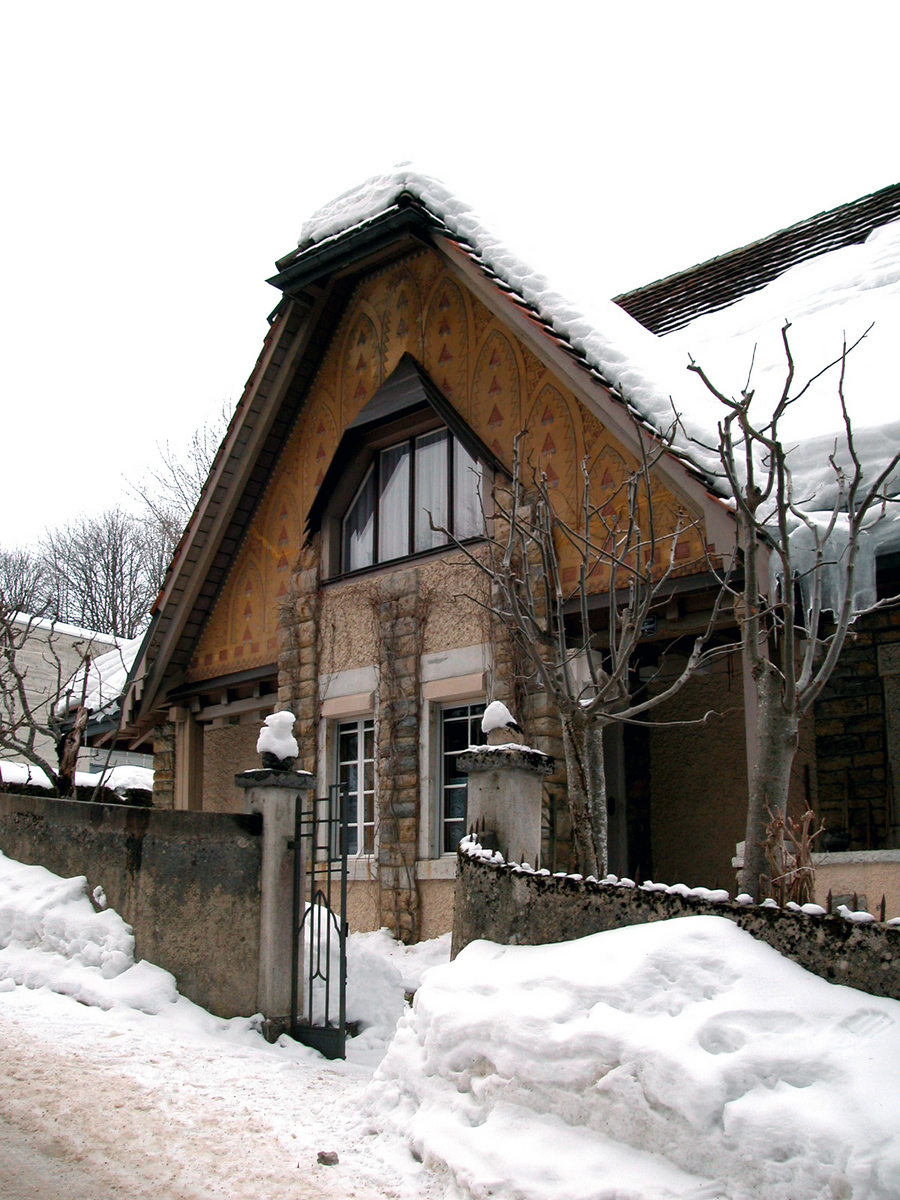
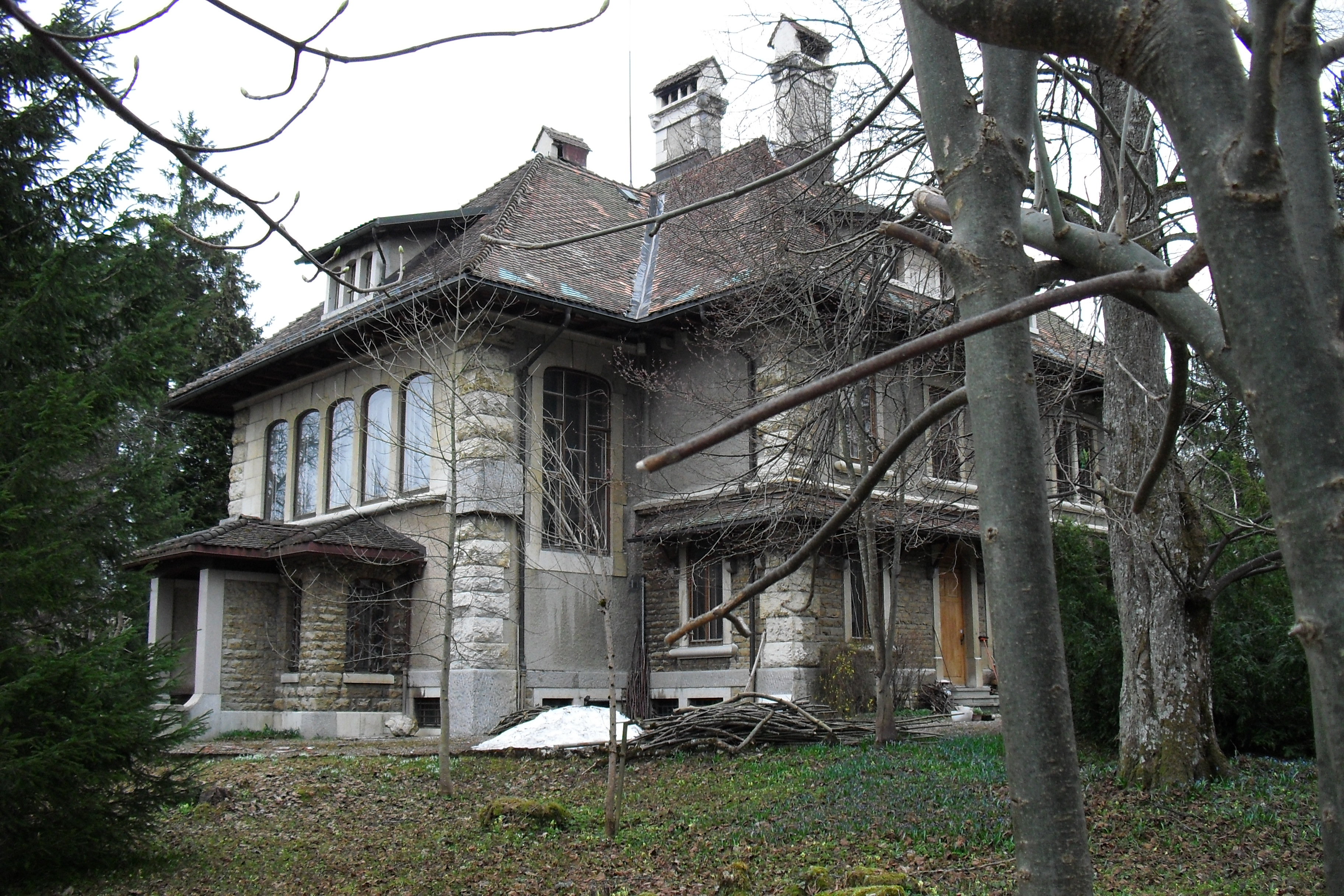
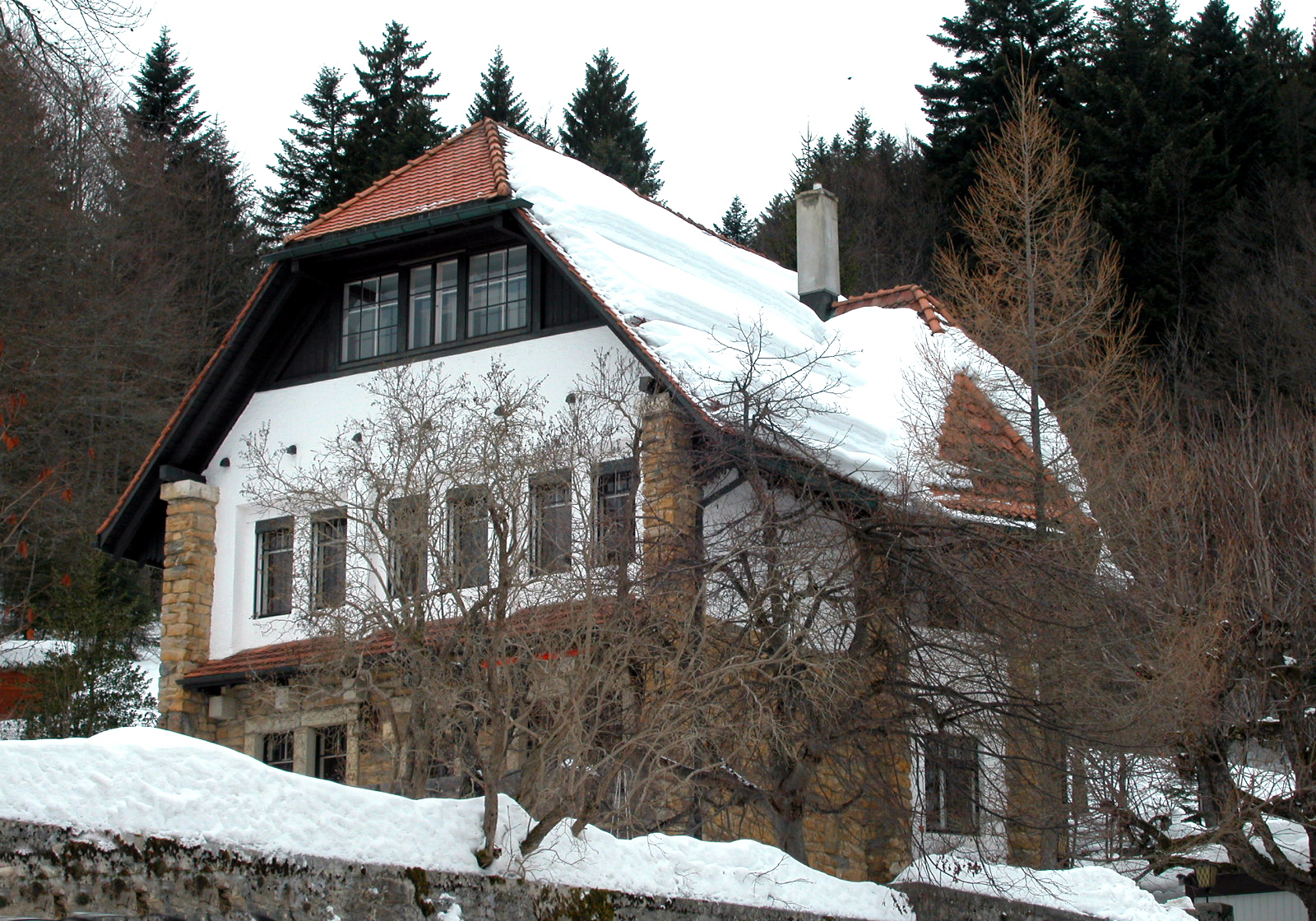